# Ipeľ
Ipeľ (mađarski: Ipoly, njemački: Eipel), rijeka u Slovačkoj i Mađarskoj, lijevi pritok Dunava, dug 254 km. Površina slijeva iznosi 5.108 km². Nastaje u središnjoj Slovačkoj, na planini Ipeľ, u Slovačkom Rudogorju na visini od 596 metara. Rijeka pravi prirodnu granicu između Slovačkih krajeva Banskobistričkog i Nitranskog, a u srednjem toku i državnu granicu između Slovačke i Mađarske.
Gradovi Slovačke na rijeci Ipeľ: 
- Poltár
- Kalinovo
- Boľkovce
- Šahy
- Salka

Gradovi u Mađarskoj na rijeci Ipeľ:
- Litke
- Szécsény
- Balassagyarmat
- Szob

### Ostali projekti
|  | Zajednički poslužitelj ima još gradiva o temi Ipeľ |